# Atomosia nigroaenea
Atomosia nigroaenea là một loài ruồi trong họ Asilidae. Atomosia nigroaenea được Walker miêu tả năm 1851. Loài này phân bố ở vùng Tân nhiệt đới.